# Stanisław Konturek
Stanisław Jan Konturek (Zakliczyn, 8 de outubro de 1931 – 8 de agosto de 2019) foi um fisiologista e gastroenterologista polonês.
Foi membro da Academia de Ciências da Polônia e da Academia Polonesa de Cultura, e professor aposentado da Universidade Jaguelônica. Morreu em 8 de outubro de 2019 aos 87 anos de idade.